# KV26
Situé dans la vallée des Rois, dans la nécropole thébaine sur la rive ouest du Nil face à Louxor en Égypte, KV 26 est le tombeau d'un inconnu. Il est encore inexploré depuis les visites de James Burton en 1825 et Victor Loret et 1898 et est toujours plein de débris.
Du côté bas de l'accès, une porte mène à un couloir puis une seconde porte vers une chambre qui très probablement servi de la chambre funéraire.
On ne sait rien au sujet du propriétaire de cette tombe, ou si elle n'a jamais été utilisée. Son plan ressemble à d'autres tombeaux de la XVIIIe dynastie comme KV30 et KV37.